# Сандерс, Джон (бейсболист)
Джон Фрэнк Сандерс (англ. John Frank Sanders; 20 ноября 1945, Гранд-Айленд, Небраска — 3 февраля 2022, Вудсток, Джорджия) — американский бейсболист, скаут и тренер. Играл на позиции аутфилдера. В Главной лиге бейсбола сыграл в одном матче в составе «Канзас-Сити Атлетикс». Наибольшую известность получил как главный тренер бейсбольной команды университета Небраски.

## Биография

### Ранние годы
Джон Сандерс родился 20 ноября 1945 года в Гранд-Айленде в штате Небраска. Во время учёбы в городской старшей школе он играл квотербеком в футбольной команде, занимался баскетболом и метанием диска. В 1964 году он был включён в состав сборной звёзд штата в футболе и баскетболе. В метании диска он установил рекорд Небраски для школьных соревнований. О его успехах в бейсболе местные газеты писали меньше, но сразу же после выпуска Сандерс получил предложение контракта от клуба Главной лиги бейсбола «Канзас-Сити Атлетикс». Помимо бонуса, клуб обязался оплатить ему восемь семестров обучения в колледже.

### Бейсбольная карьера
В профессиональном бейсболе Сандерс дебютировал в составе команды Аппалачской лиги «Уайтвилл Атлетикс». Из-за перелома носа он смог сыграть только в 11 матчах, отбивая с показателем 43,3 %. После окончания сезона его включили в расширенный состав «Канзас-Сити». Владелец клуба Чарли Финли активно вкладывал деньги в молодых игроков и, чтобы защитить их во время драфта, был вынужден включать их в состав. Поэтому уже в апреле 1965 года Сандерс, не имевший практически никакого опыта, дебютировал в Главной лиге бейсбола, выйдя на поле как пинч-раннер. Эта игра так и осталась его единственной в лиге.
В мае 1965 года после сокращения составов Сандерс перешёл в «Бостон Ред Сокс». Руководство новой команды отправило его в фарм-клуб A-лиги «Уэллсвилл Ред Сокс», где он за сезон выбил девять хоум-ранов и набрал 69 RBI при показателе отбивания 30,9 %. В защите он играл заметно хуже, допустив десять ошибок. В межсезонье Сандерса вывели из расширенного состава команды и после драфта игроков младших лиг он перешёл в «Нью-Йорк Метс». В 1966 году он сыграл 29 матчей за «Джэксонвилл Санз» на уровне AAA-лиги. В течение следующих двух сезонов его переводили на низшие уровни фарм-системы и в 1968 году он завершил карьеру игрока.

### Тренерская карьера
Закончив играть, Сандерс поступил в Северо-Колорадский университет, где получил степени бакалавра и магистра бизнеса. После выпуска он работал преподавателем и тренером в Колорадо, Орегоне и Аризоне. В июне 1975 года его назначили главным тренером бейсбольной команды Западно-Аризонского колледжа, а ещё через год его пригласили в тренерский штаб команды университета Небраски.
В 1978 году, когда главный тренер команды Тони Шарп подал в отставку, Сандерс стал его преемником. При нём команда начала проводить тренировочные сборы осенью, был организован сбор средств на модернизацию стадиона. На этой должности он оставался до 1997 года, второй по длительности срок в истории университета. Трижды, в 1979, 1980 и 1985 годах, Сандерс выводил команду в региональный турнир NCAA. За карьеру он выиграл 767 матчей и на момент ухода был самым побеждающим тренером в истории «Небраски Корнхаскерс». Тринадцать его воспитанников достигли уровня Главной лиги бейсбола.
С 1999 по 2002 год Сандерс возглавлял фарм-клуб «Ред Сокс» в Лиге Галф-Коста. Позднее он работал скаутом «Ред Сокс» и «Лос-Анджелес Доджерс». В 2002 году его избрали в Зал славы школьного спорта Небраски.
Джон Сандерс скончался от рака 3 февраля 2022 года. Ему было 76 лет.